# Phalaris angusta
Phalaris angusta là một loài thực vật có hoa trong họ Hòa thảo. Loài này được Nees ex Trin. miêu tả khoa học đầu tiên năm 1827.